# Compagnie ivoirienne de transports lagunaires
La  Compagnie Ivoirienne de transports lagunaires (Citrans) est une entreprise ivoirienne spécialisée dans le transport lagunaire de passagers à Abidjan. Elle opère sous la marque Aqualuines.

## Historique
Citrans a été fondée le 27 mars 2014 par l'homme d'affaires Zoumana Bakayoko. La même année, elle obtient de l'État ivoirien une concession de 25 ans en mode Bot (Build-operate-transfert), pour exploiter le transport lagunaire de passagers dans le district d'Abidjan.

## Activités
La Citrans propose des services de transport lagunaire régulier et des prestations évènementielles. Elle dessert plusieurs lignes notamment Ligne A d'Abobo-Doumé en passant par Treichville et termine par Plateau. La Ligne B commence par le Plateau, passe Treichville fini par Abatta. Les départs sont fréquents, avec un intervalle d'environ 15 minutes, et les derniers trajets sont programmés à 20 h 30. En 2017, la compagnie de transports lagunaires transportait 2500 passagers par jour.

## Flotte
La flotte de Citrans comprend plusieurs bateaux-bus modernes, dont Lady Mayama, 140 places, Lady Dominique, 240 places, Horizon 2020 qui contient 220 places, dont 40 en classe affaires, le Bélier et Denguelé, 60 places chacun ; l'Atchan Dougbo et Woroba dont 82 places chacun.
Ces bateaux sont climatisés et offrent un confort adapté aux passagers.

## Perspectives
En 2019, Citrans transportait environ 2500 passagers par jour. La société prévoit d'étendre ses services en construisant une dizaine de gares lagunaire et en acquérant une vingtaine de nouveaux bateaux pour améliorer la mobilité urbaine à Abidjan.